# 南島原市立有馬小学校
南島原市立有馬小学校（みなみしまばらしりつ ありましょうがっこう）は、長崎県南島原市北有馬町丁にある公立小学校。

## 概要
歴史
北有馬町時代の2004年（平成16年）に町内にあった以下の小学校4校を統合して開校した。校地は旧・北有馬小学校のものが継承され、新校舎が建設された。2014年（平成26年）に創立10周年を迎えた。
- 北有馬町立北有馬小学校（きたありま）
- 北有馬町立坂下小学校（さかした）
- 北有馬町立田平小学校（たびら）
- 北有馬町立西正寺小学校（さいしょうじ）

学校教育目標
「未来を見つめ、心豊かでたくましく学び合う児童の育成」
校章
統合された4校を象徴する四つ葉の絵を背景にして、中央に校名の「有」の文字を置いている。
校歌
作詞・作曲ともにさだまさしによる。タイトルは「空はるか」。歌詞は3番まであり、各番に校名の「有馬」が登場する。
校区
南島原市北有馬地区全域。中学校区は南島原市立北有馬中学校。

## 沿革
前史（北有馬小学校）
- 1874年（明治7年）12月3日 - 「第五大学区第二中学区[2]研精小学校」が開校[3]。

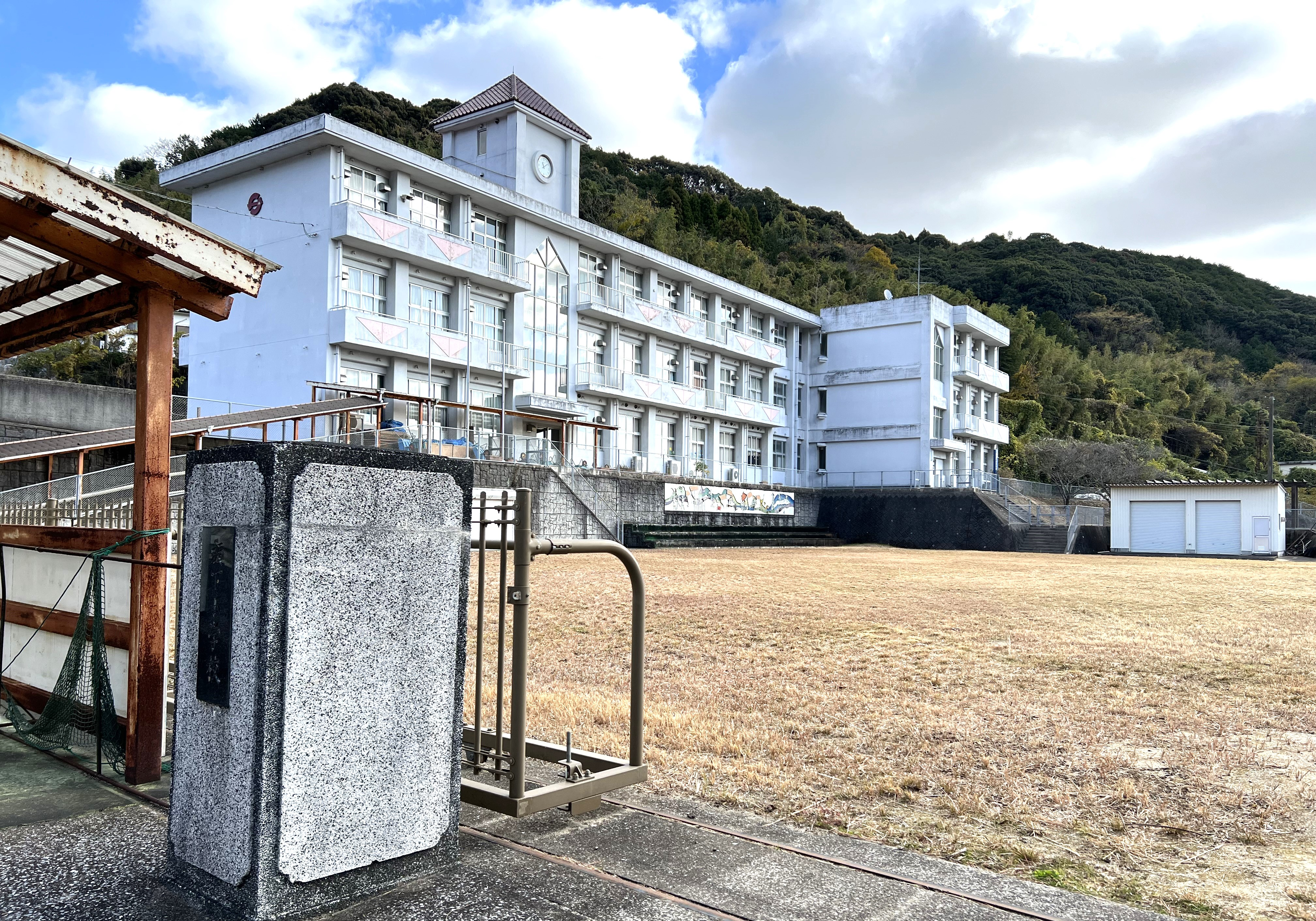
旧・坂下小学校跡

- 1876年（明治9年）9月9日 - 坂下名荒田に坂下分校を開設。
- 1877年（明治10年）6月4日 - 学区の改定により、「第五大学区第三中学区[4]今福[5]小学校」に改称。
- 1878年（明治11年）
  - 4月 - 郡制の施行により、南高来郡の管轄となる。
  - 12月24日 - 学区が改正され、「南高来郡隅田部[6]今福小学校」となる。
- 1882年（明治15年）5月 - 教育令の改正により「北有馬学区 公立中等今福小学校」に改称。
- 1886年（明治19年）9月 - 小学校令の施行により、「北有馬学区 尋常今福小学校」に改称。修業年限を4年とする。
  - 坂下分校が分離し、「簡易坂下小学校」として独立。
  - 南串山村に（長崎県）第六高等小学校が設置される。南高来郡6村[7]の児童を対象とする。
- 1888年（明治21年）10月15日 - 「尋常有馬小学校」に改称。木造2階建ての新校舎が完成。
- 1889年（明治22年）4月1日 - 町村制に施行によって、北有馬村立の学校となる。第六高等小学校が口之津村玉峰寺に移転。
- 1892年（明治25年）4月 - 小学校令の改正により、「今福尋常小学校」に改称（「尋常」の位置が変更になる）。
- 1893年（明治26年）4月 - 第六高等小学校が口之津村玉峰寺に移転。
- 1895年（明治28年）4月 - 南北有馬村組合立有馬高等小学校（修業年限4年）が南有馬村古園名に設置される。
- 1902年（明治35年）7月 - 女児対象に裁縫科を設置。
- 1908年（明治41年）4月 - 小学校令の改正で義務教育年限が4年から6年に延長されたことにより、尋常科5年を新設。
- 1909年（明治42年）4月 - 尋常科6年を新設。
- 1911年（明治44年）
  - 9月13日 - 移転・改築。
  - 11月3日 - 移転を完了。
- 1912年（明治45年）4月1日 - 高等科（修業年限2年）を併置し、「北有馬尋常高等小学校」（尋常科6年・高等科2年）に改称。
  - 南有馬村古園に設置されていた南北有馬村組合立有馬高等小学校が廃止されたため。
- 1917年（大正6年）12月 - 北有馬農業補習学校が併設される。
- 1926年（大正15年）6月 - 併設の農業補習学校が「青年訓練認定北有馬農業補習学校」となる。
- 1931年（昭和6年）4月1日 - 村内小学校4校（坂下・西正寺・田平・折木）を統合し、分教場とする。
- 1935年（昭和10年）6月 - 青年学校令の施行により、併設の北有馬農業補習学校が北有馬青年学校に改称。
- 1938年（昭和13年）- 北有馬青年学校の校舎が完成。
- 1941年（昭和16年）4月1日 - 国民学校令の施行により、「北有馬村国民学校」に改称。尋常科を初等科に改める（初等科6年・高等科2年）。
- 1943年（昭和18年）5月31日 - 併設の北有馬青年学校が「北有馬高等実業青年学校」として独立。
- 1946年（昭和21年）4月1日 - 分教場4ヶ所が分離し、それぞれ「坂下国民学校」・「西正寺国民学校」・「田平国民学校」・「折木国民学校」として独立。

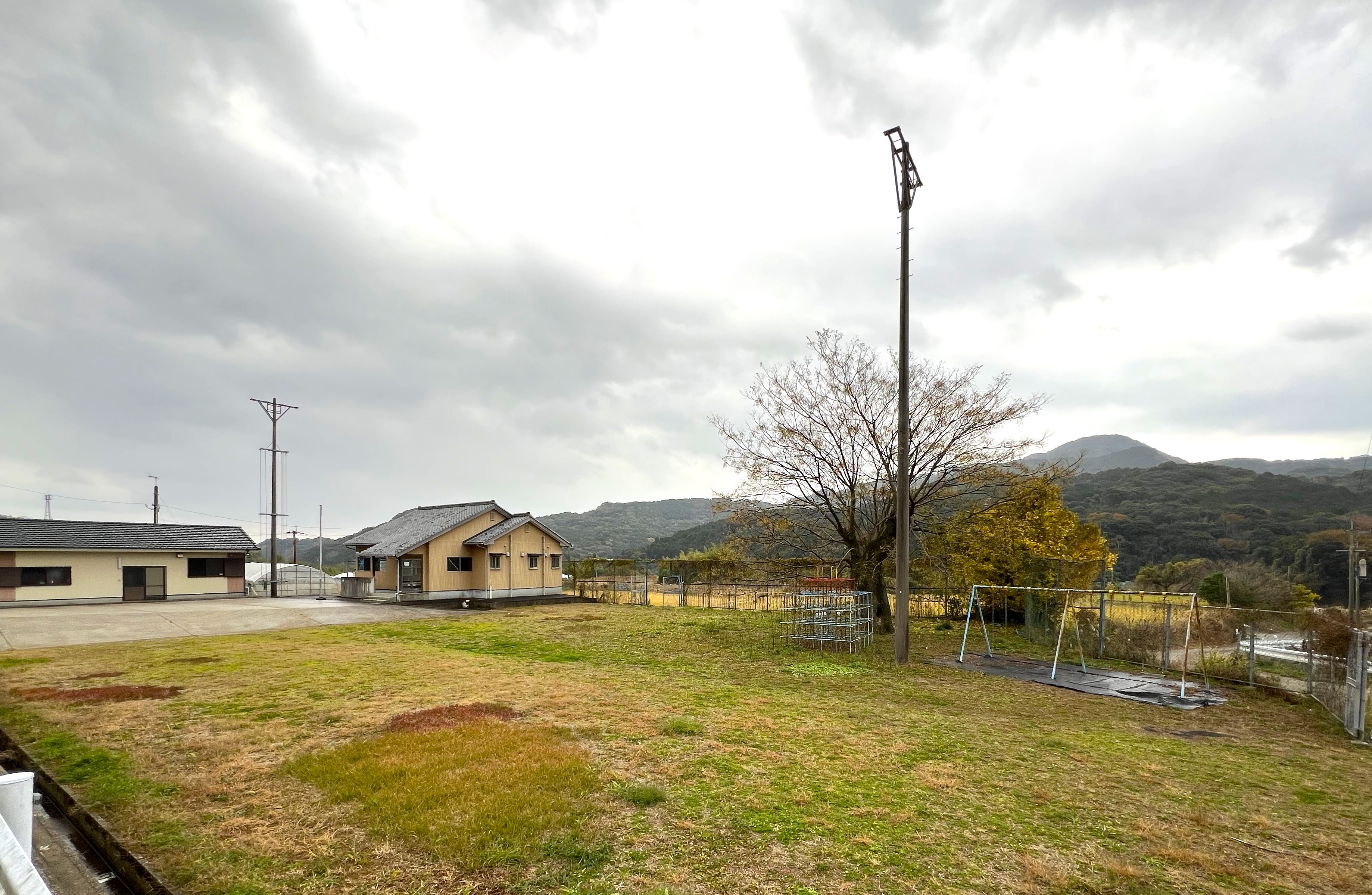
旧・折木小学校跡

- 1947年（昭和22年）4月1日 - 学制改革（六・三制の実施）が行われる。
  - 北有馬国民学校の初等科が改組され、「北有馬村立北有馬小学校」となる。
  - 北有馬国民学校の高等科は青年学校の普通科とともに改組され、新制中学校「北有馬村立北有馬中学校」となる。
    - 中学校は北有馬高等実業青年学校の校舎を使用することとなる。
- 1966年（昭和41年）9月20日 - 鉄筋コンクリート造3階建ての校舎が完成。
- 1969年（昭和44年）4月1日 - 北有馬町の発足により「北有馬町立北有馬小学校」に改称。
- 1974年（昭和49年）- 創立100周年記念式典を挙行。記念碑を建立。
- 1976年（昭和51年）8月20日 - 第二グラウンドに夜間照明設備を設置。
- 1978年（昭和53年）
  - 3月3日 - 体育館が完成。
  - 12月19日 - 第二グラウンドに土俵が完成。
- 1982年（昭和57年）4月1日 - 北有馬町立折木小学校を統合。折木地区の児童はスクールバスで通学することとなる。
- 2003年（平成15年）11月16日 - 北有馬小学校閉校記念思い出のアルバム展を開始。
- 2004年（平成16年）
  - 3月1日 - 新・有馬小学校校舎落成式を挙行。
  - 3月22日 - 北有馬小学校閉校式を挙行。
  - 3月31日 - 統合により閉校。130年の歴史に幕を下ろす。校地は、校舎を新築の上、新設の有馬小学校に継承される。

前史（坂下小学校、さかした）
- 1876年（明治9年）9月9日 - 「第五大学区第二中学区研精小学校 坂上分校」が開校。坂下名荒田の民家を教場とする。
- 1882年（明治15年）5月 - 「北有馬学区 公立中等今福小学校 坂上分校」に改称。
- 1886年（明治19年）9月 - 小学校令の施行により、今福小学校から分離し「簡易坂上小学校」として独立。
- 1893年（明治26年）4月 - 小学校令の改正により、「坂上尋常小学校」に改称。
- 1895年（明治28年）7月 - 暴風により校舎が倒壊したため、一時的に坂上前谷にある民家を借用し授業を実施。
- 1896年（明治29年）3月 - 字田中乙497番地-498番地に新校舎が完成。
- 1908年（明治41年）4月 - 義務教育年限が4年から6年に延長されたことにより、尋常科5年を新設。
- 1909年（明治42年）4月 - 尋常科6年を新設。
- 1913年（大正2年）
  - 4月 - 校舎がせまく、浄土宗説教所を借用して授業を実施。
  - 8月 - 仮校舎を1棟建設し、説教所の借用を終了。運動場を拡張。
- 1919年（大正8年）
  - 2月7日 - 校務室から出火。
  - 10月26日 - 北有馬村乙497番地に校舎を改築。
- 1931年（昭和6年）4月1日 - 統合により「北有馬尋常高等小学校 坂下分教場」となる。
- 1941年（昭和16年）4月1日 - 国民学校令の施行により、「北有馬村国民学校 坂下分教場」に改称。
- 1946年（昭和21年）4月1日 - 北有馬村国民学校から分離し、「北有馬村坂下国民学校」として独立。
- 1947年（昭和22年）4月1日 - 学制改革（六・三制の実施）により、「北有馬村立坂下小学校」となる。
- 1951年（昭和26年）10月5日 - 1教室を増築。校舎の大修理を行う。
- 1959年（昭和34年）3月18日 - 木造2階建ての校舎が完成。
- 1969年（昭和44年）4月1日 - 北有馬町の発足により「北有馬町立坂下小学校」に改称。
- 1977年（昭和52年）3月15日 - 創立100周年記念式典を挙行。

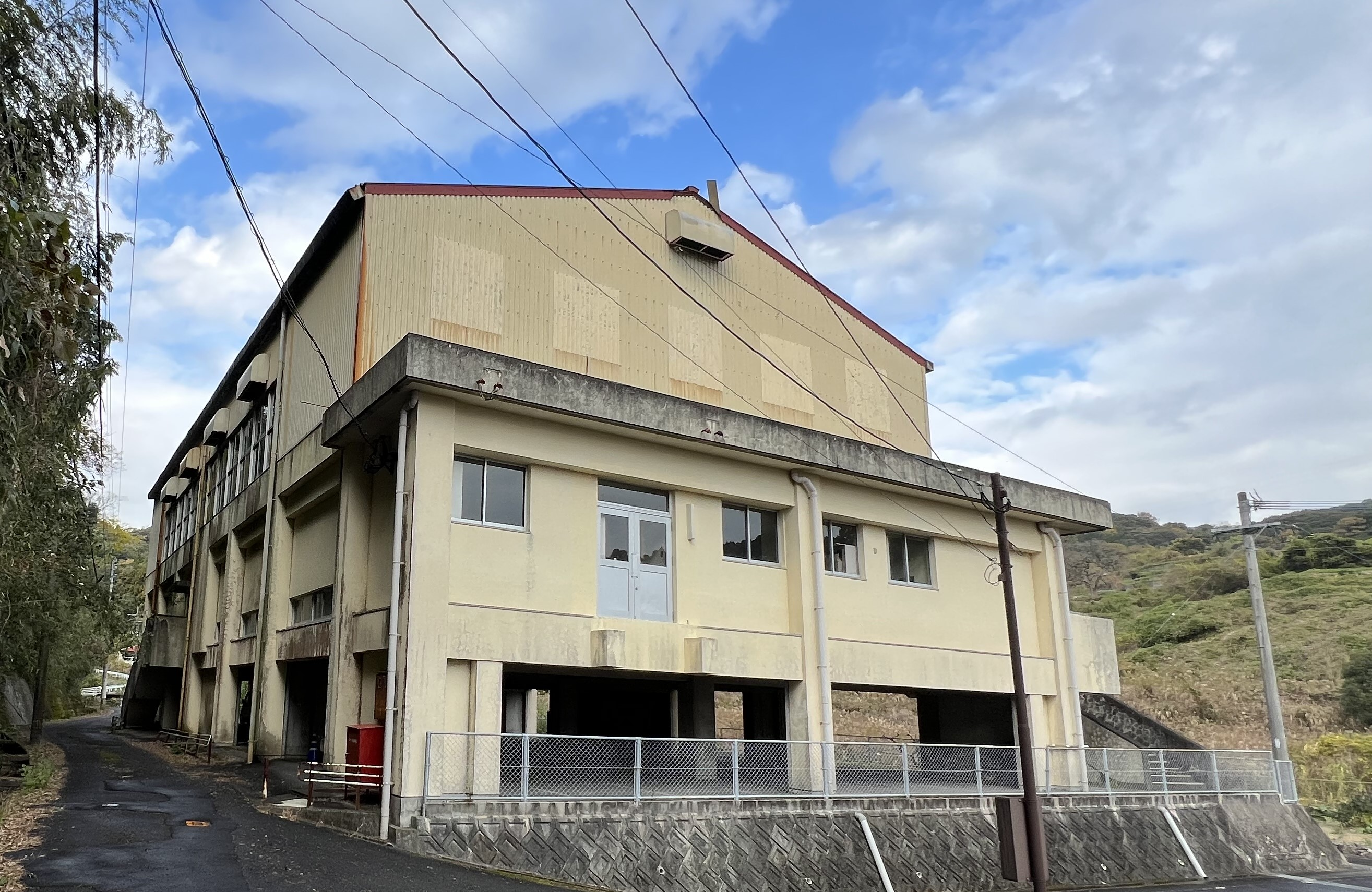
旧・田平小学校跡

- 1979年（昭和54年）6月4日 - 鉄筋コンクリート造3階建ての校舎が完成。
- 1984年（昭和59年）2月21日 - 体育館が完成。
- 2004年（平成16年）3月31日 - 統合のため閉校。128年の歴史に幕をおろす。
  - 最終所在地 - 〒859-2302 南高来郡北有馬町乙462番地（北緯32度40分9.0秒 東経130度13分0.5秒）
  - 閉校後の校舎は南島原市立北有馬幼稚園[8]によって2020年（令和2年）3月末まで使用されていた[9]。また体育館は「南島原市立北有馬坂下体育館」として現在でも使用されている。

前史（田平小学校、たびら）
- 1890年（明治23年）9月11日 - 「簡易折木小学校田平分教場」として開校。
- 1893年（明治26年）3月5日 - 折木小学校から分離し「田平尋常小学校」として独立。
- 1895年（明治28年）7月 - 暴風により校舎が倒壊。翌年7月まで複数の民家を借用して授業を継続。
- 1896年（明治29年）8月 - 田平名五反間に校舎が完成。
- 1900年（明治33年）- 校舎と体操場を増設。
- 1903年（明治36年）5月9日 - 谷川名字岩坂戊203番地に1教室を新設し分教場とする。
- 1905年（明治38年）7月15日 - 旧校舎を公売し、分教場を増築することにより本校として移転。
- 1908年（明治41年）4月 - 義務教育年限が4年から6年に延長されたことにより、尋常科5年を新設。
- 1909年（明治42年）4月 - 尋常科6年を新設。
- 1917年（大正6年）12月 - 農業補習学校が併設される。
- 1931年（昭和6年）4月1日 - 統合により「北有馬尋常高等小学校 田平分教場」となる。
- 1941年（昭和16年）4月1日 - 国民学校令の施行により、「北有馬村国民学校 田平分教場」に改称。
- 1946年（昭和21年）4月1日 - 北有馬村国民学校から分離し、「北有馬村田平国民学校」として独立。
- 1947年（昭和22年）4月1日 - 学制改革（六・三制の実施）により、「北有馬村立田平小学校」となる。
- 1948年（昭和23年）3月 - 校舎の大修理を実施。
- 1962年（昭和37年）10月31日 - 軽量鉄骨造の校舎が完成。
- 1969年（昭和44年）4月1日 - 北有馬町の発足により「北有馬町立田平小学校」に改称。

- 1979年（昭和54年）2月10日 - 運動場を拡張。
- 1983年（昭和58年）2月8日 - 体育館が完成。
- 2004年（平成16年）3月31日 - 統合のため閉校。114年の歴史に幕をおろす。
  - 最終所在地 - 〒859-2305 南高来郡北有馬町戊2031番地（北緯32度39分57.8秒 東経130度15分18.9秒）
  - 閉校後の校舎は解体され、現在では南島原市田平住民センター（公民館）となっている。また体育館は「南島原市立北有馬田平体育館」としてしばらく使用されていたが、2024年時点では閉鎖されている。

前史（西正寺小学校、さいしょうじ）
- 1893年（明治26年）3月5日 - 西正寺名字　倉谷丙250番地に「西正寺尋常小学校」が開校。
- 1895年（明治28年）7月 - 暴風により校舎が倒壊。
- 1896年（明治29年）- 采田地に移転。
- 1899年（明治32年）- 校舎を焼失。
- 1901年（明治34年）9月2日 - 采田地に校舎を新築。
- 1902年（明治35年）7月 - 女児を対象に裁縫科を設置。
- 1908年（明治41年）4月 - 義務教育年限が4年から6年に延長されたことにより、尋常科5年を新設。
- 1909年（明治42年）4月 - 尋常科6年を新設。
- 1917年（大正6年）12月 - 農業補習学校が併設される。
- 1918年（大正7年）9月19日 - 旧校務所と井上弥八宅を使用して授業を実施。
- 1919年（大正8年）8月 - 西正寺名灰木787番地に校舎が新築される。
- 1920年（大正9年）9月27日 - 倉谷から灰木に移転。
- 1931年（昭和6年）4月1日 - 統合により「北有馬尋常高等小学校 西正寺分教場」となる。
- 1941年（昭和16年）4月1日 - 国民学校令の施行により、「北有馬村国民学校 西正寺分教場」に改称。
- 1946年（昭和21年）4月1日 - 北有馬村国民学校から分離し、「北有馬村西正寺国民学校」として独立。
- 1947年（昭和22年）4月1日 - 学制改革（六・三制の実施）により、「北有馬村立西正寺小学校」となる。
- 1950年（昭和25年）11月4日 - 新校舎が完成。
- 1969年（昭和44年）4月1日 - 北有馬町の発足により「北有馬町立西正寺小学校」に改称。

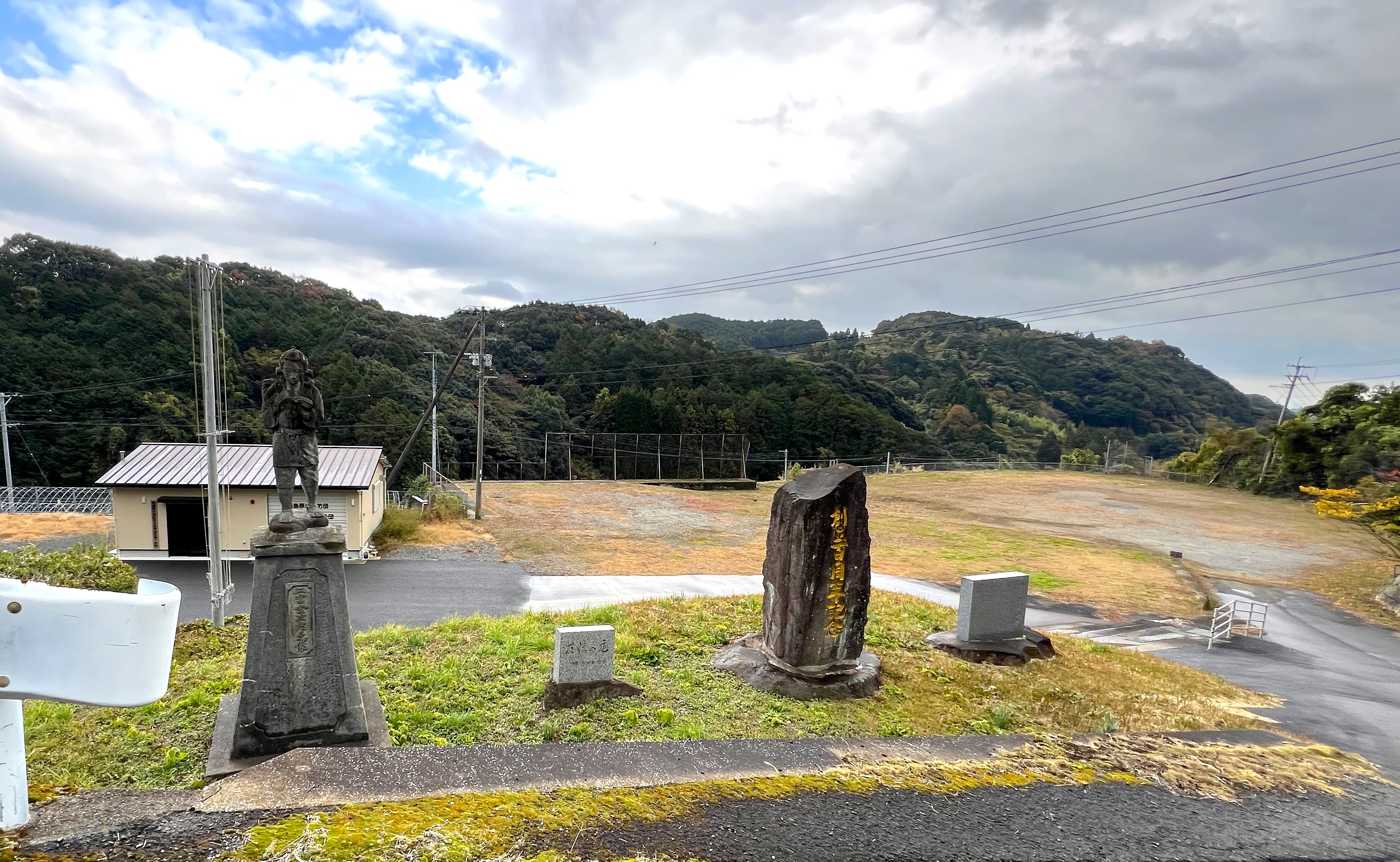
旧・西正寺小学校跡

- 1972年（昭和47年）9月 - へき地1級に指定される。
- 1979年（昭和54年）6月4日 - 鉄筋コンクリート造3階建ての校舎が完成。
- 1982年（昭和57年）2月10日 - 体育館が完成。
- 2004年（平成16年）3月31日 - 統合のため閉校。111の歴史に幕をおろす。
  - 最終所在地 - 〒859-2303 北高来郡北有馬町丙1787番地（北緯32度40分42.5秒 東経130度14分12.8秒）
  - 閉校後、校舎と体育館は解体され、地域の消防団の倉庫が設置されている。

前史（折木小学校、おりき）
- 1876年（明治9年）2月[10] - 「第五大学区 第二中学区 折木小学校」が開校。
- 1877年（明治10年）6月4日 - 学区の改定により、「第五大学区第三中学区 折木小学校」に改称。
- 1882年（明治15年）5月 - 「北有馬学区 公立下等折木小学校」に改称。
- 1886年（明治19年）9月 - 小学校令の施行により「簡易折木小学校」に改称。
- 1890年（明治23年）9月11日 - 田平分教場を開設。
- 1892年（明治25年）12月 - 折木甲2547番地に移転。
- 1893年（明治26年）4月 - 小学校令の改正により「折木尋常小学校」に改称。田平分教場が田平尋常小学校として独立。
- 1902年（明治35年）1月22日 - 北有馬村甲1007番地に移転。
- 1908年（明治41年）4月 - 義務教育年限が4年から6年に延長されたことにより、尋常科5年を新設。
- 1909年（明治42年）4月 - 尋常科6年を新設。
- 1912年（大正元年）12月25日 - 1教室を増築。
- 1917年（大正6年）12月 - 農業補習学校が併設される。
- 1931年（昭和6年）4月1日 - 統合により「北有馬尋常高等小学校 折木分教場」に改称。
- 1941年（昭和16年）4月1日 - 国民学校令の施行により「北有馬村国民学校 折木分教場」に改称。
- 1946年（昭和21年）4月1日 - 北有馬村国民学校から分離し「北有馬村折木国民学校」として独立。

- 1947年（昭和22年）4月1日 - 学制改革（六・三制の実施）により、「北有馬村立折木小学校」となる。
- 1969年（昭和44年）4月1日 - 北有馬町の発足により「北有馬町立折木小学校」に改称。
- 1976年（昭和51年）9月30日 - 創立100周年記念式典を挙行。
- 1982年（昭和57年）3月31日 - 北有馬小学校への統合により閉校。106年の歴史に幕をおろす。
  - 最終所在地 - 南高来郡北有馬町甲1007番地（北緯32度39分34.3秒 東経130度12分32.0秒）
  - 閉校後に校舎は解体され、現在は折木公民館となっている。

統合・有馬小学校
- 2004年（平成16年）
  - 4月1日 - 北有馬町内の小学校4校が統合され、「北有馬町立有馬小学校」が開校。
  - 4月6日 - 開校式を挙行。
- 2006年（平成18年）3月31日 - 南島原市の発足に伴い、「南島原市立有馬小学校」（現校名）に改称。

## 交通アクセス
最寄りのバス停
- 島鉄バス 有家・諫早線など 「鳥渕」バス停

最寄りの国道
- 国道251号（島原街道）
- 長崎県道30号小浜北有馬線
- 長崎県道217号矢次南有馬線

最寄りの鉄道駅
- かつて島原鉄道島原鉄道線の「北有馬駅」があったが、2008年（平成20年）3月末に廃止された。

## 周辺
- 南島原市立北有馬中学校
- 南島原市役所 北有馬庁舎（旧・北有馬町役場）
- 長崎新聞北有馬販売センター
- 北有馬郵便局
- 十八親和銀行北有馬出張所
- JA島原雲仙北有馬支店
- 有馬川
- 西正寺川

## 参考資料
- 「北有馬町史 ふるさと再発見」（1993年（平成5年）3月20日発行, 北有馬町）
- 「北有馬町制施行25周年記念誌」（1994年（平成6年）10月発行, 北有馬町）
- 「長崎新聞に見る長崎県戦後50年史（1945～1995）」（1995年（平成7年）8月9日発行, 長崎新聞社）「北有馬町」
- 「未来へ 北有馬町閉町記念誌」（2006年（平成18年）3月発行, 北有馬町）